# Wirtualne państwo
Wirtualne państwo, mikropaństwo – symulacja państwa w Internecie organizowana przez społeczność internetową, która wykorzystuje elementy charakterystyczne dla tradycyjnego modelu państwa, jednak jego struktura i funkcjonowanie opierają się głównie na forach dyskusyjnych i oprogramowaniu internetowym.
Wirtualne państwa często nazywają siebie „mikronacjami” jednak termin mikronacja jest używany również w odniesieniu do istniejących w prawdziwym świecie podmiotów politycznych których przedstawiciele należą do suwerennego państwa, które nie jest prawnie uznane przez żadne suwerenne państwo.

## Historia państwowości wirtualnej
Pierwsze wirtualne państwo powstało w Stanach Zjednoczonych na początku lat 80. XX wieku i było nim Królestwo Talossa. W Polsce w 1995 roku powstało jako pierwsze Wolne Miasto Evilstone, a 3 lata później swoją niepodległość proklamowało Królestwo Dreamlandu, które jest najstarszą aktywnie prowadzoną polską mikronacją.
Na początku istnienia polskich mikronacji powstały dwa różne podejścia do tworzenia wirtualnych państw. Pierwsze podejście było oparte na ograniczeniu funkcji państwa do forum dyskusyjnego, minimalizując przy tym kwestie gospodarcze i polityczne. Skutkiem takiego podejścia było podpisanie „Traktatu Brunlandzkiego”, który zastrzegał wyłączne prawo do posługiwania się terminem "mikronacja" dla państw korzystających wyłącznie ze statycznego HTML, bez wykorzystania języka PHP, czy SQL.
W opozycji do państw reprezentujących „Traktat Brunlandzki” były państwa wirtualne takie jak Królestwo Dreamlandu, Księstwo Sarmacji, czy Królestwo Scholandii, które odchodziły od koncepcji prostych stron internetowych, wprowadzając jednocześnie bardziej rozbudowane systemy gospodarcze i polityczne dzięki czemu możliwe było utrzymywanie przez nich większej aktywności niż w państwach z „Traktatu Brunlandzkiego”.
Kluczową rolę w rozwoju globalizacji polskich mikronacji odegrała w tym okresie Organizacja Polskich Mikronacji proklamowana 27 stycznia 2007 roku, której głównym zadaniem było ułatwianie kontaktu i umożliwienie współpracy między polskimi mikronacjami przy jednoczesnym umożliwieniu pokojowego rozwiązywania wszelkich konfliktów międzynarodowch. W dniu 22 października 2012 roku Organizacja Polskich Mikronacji została de facto rozwiązana po wydaniu krótkiego oświadczenia.
W 2020 roku w trakcie wydarzeń, które zostały później określone jako „Błękitny Październik”, Księstwo Sarmacji, które w tamtym czasie było jednym z największych polskich państw wirtualnych, doświadczyło secesji państw stowarzyszonych; Republiki Baridasu, Królestwa Teutonii oraz Konfederacji Sclavińskiej. Następnie owe wirtualne państwa, wspólnie z Królestwem Dreamlandu, utworzyły Unię Niepodległych Państw, której celem była wspólna integracja polityczna.
Po przeprowadzeniu secesji, Księstwo Sarmacji uznało ostatecznie secesję Królestwa Teutonii oraz Republiki Baridasu, jednak nigdy nie uznano odłączenia się Konfederacji Sclavińskiej od terytorium Księstwa Sarmacji. Projekt Unii Niepodległych Państw w przyszłości napotkał pewne trudności z racji, że krótko po jej powstaniu Królestwo Dreamlandu nie angażowało się w projekt, a Republika Baridasu zdecydowała się ostatecznie na zjednoczenie z Królestwem Lumerii. Konfederacja Sclavinii dołączyła do Orbity Mikronacji, a Królestwo Teutonii została de facto ostatnim państwem wirtualnym w składzie Unii Niepodległych Państw.
18 listopada 2020 roku uruchomiono platformę „Stempel”, która jako pierwsza umożliwiła stworzenie „paszportu międzynarodowego” w społeczności polskich mikronacji. Platforma ta umożliwiła powstanie szeregu nowych aplikacji internetowych, które umożliwiają dostarczenie statystyk aktywności z poszczególnych forów, czy także umożliwiają dostęp do Mikronacyjnego Banku Pollinu (będącego odpowiednikiem Banku Światowego).

## Specyfika polskiego mikroświata
Wirtualne państwa działające w Polsce nie wnoszą roszczeń do żadnego realnego terytorium i postrzegają siebie jako całkowicie wirtualne. W mikronacjach tworzone są struktury państwowe w tym rząd i systemy prawne, a także rozwijana jest kultura. Cała rozgrywka toczy się na forach internetowych i oprogramowaniu internetowym należącym do danego państwa, firm, stowarzyszeń czy partii politycznych.
Nie ma danych na temat dokładnej liczby osób działających w wirtualnych państwach w Polsce jednak w ostatnim badaniu z 2023 roku przeprowadzonym przez Leocką Akademię Nauk wzięło udział łącznie 27 osób. W ankiecie mającej na celu wyłonić „flagę Pollinu” (mikronacyjny odpowiednik Flagi Ziemi) przeprowadzonej przez Międzynarodowy Instytut Ankiet wzięło udział łącznie 58 osób. Obecnie istnieje około 31 polskich wirtualnych państw, jednak większość z nich pozostaje nieaktywna.